# Paul Cézanne (Rose)
Die Rosensorte ‘Paul Cézanne’ (syn. ‘JACdeli’) ist eine gelb-rosa-weiß gestreifte Strauchrose, die von Jackson und Perkins gezüchtet und von Georges Delbard 1992 in den Markt eingeführt wurde. Die Abstammung der Rosensorte ist nicht bekannt.

## Ausbildung
Die buschig, aufrecht wachsende Rose ‘Paul Cézanne’ bildet einen kompakten Strauch aus. Die Rosenpflanze wird etwa 60 cm bis maximal 80 cm hoch und 50 bis 60 cm breit. Die meist büschelartig angeordneten Blüten werden aus 17 bis 25 gebogenen Petalen gebildet. Sie formen eine große, gefüllte schalenförmige bis flache Rosenblüte aus. Die 7 bis 9 cm großen Blüten besitzen meist eine hellgelbe Grundfarbe, die durch lebhafte, weiße, orange- und rosafarbene, korallrote und ockergelbe Streifen und Sprenkel durchzogen wird. Die Blüten variieren Intensiv in ihrer Zeichnung, in einigen Blüten dominiert auch eine hellrosa oder korallrote Blütengrundfarbe.
Die Rosensorte besitzt kurze, glänzende hellgrüne Blätter. Die Rosensorte ‘Paul Cézanne’ zeichnet sich durch einen leichten, fruchtigen Duft nach Zimt und Zitrusfrüchten aus.
Die kräftig remontierende Teehybride ist winterhart (USDA-Klimazone 6b bis 9b). Sie blüht anhaltend von Mai bis in den späten Herbst und ist resistent gegenüber den bekannten Rosenkrankheiten.
Die Rose eignet sich zur Bepflanzung von niedrigen Blumenrabatten, Bauerngärten sowie als Topfrose. Die Rose ‘Paul Cézanne’ findet auch in der Floristik aufgrund ihrer außergewöhnlichen Färbung als Schnittblume Verwendung.
Die Rosensorte wird in zahlreichen Rosarien und Gärten der Welt, unter anderem im Carla Fineschi Foundation Rose Garden (Toskana), im Les Chemins de la Rose - Garten (Maine-et-Loire, Frankreich), im Newtown Park and Queensland State Rose Garden (Queensland, Australien) sowie im Hana Festa Memorial Park (Gifu, Japan) gezeigt.

## Namensgebung
Die Rosenzüchtung wurde von George Delbard nach dem französischen post-impressionistischen Maler Paul Cézanne benannt. Sie gehört mit den Rosensorten ‘Alfred Sisley’, ‘Marc Chagall’, ‘Maurice Utrillo’, ‘Camille Pissarro’, ‘Edgar Degas’, ‘Claude Monet’, ‘Henri Matisse’ und ‘Paul Gauguin’ zu den so genannten französischen Malerrosen (Rose des Peintres).